# (21791) Mattweegman
(21791) Mattweegman (1999 SR7) – planetoida z pasa głównego asteroid okrążająca Słońce w ciągu 3,67 lat w średniej odległości 2,38 j.a. Odkryta 29 września 1999 roku.